# Narukot
Narukot fou un estat tributari protegit a l'agència de Rewa Kantha, grup dels Panch Mahals, amb una superfície de 370 km². Estava rodejat per terres de Chhota Udaipur. El formaven 53 pobles. Els ingressos s'estimaven en 15.049 rupies i pagava només un tribut de 32 rúpies al Gaikwar de Baroda però la meitat dels ingressos quedaven pels britànics per conveni signat el 1839.
El governant era un bariya o koli i la població era en gran part kolis o naikdes, aquestos darrers turbulents i aliats als bhils fins que foren controlats després de 1826 quan el control de l'estat, que era del Gaikwar, fou agafat directament pels britànics; el 1829 el control fou retornat al Gaikwar i el 1837 les seves opressions va provocar una revolta que va requerir la intervenció britànica. Llavors el sobirà va oferir la meitat dels seus ingressos per obtenir la protecció britànica, que inicialment fou refusada però finalment acceptada (1839). El 1858 a causa del moviments dels amotinats en altres llocs, hi va haver algunes lluites a l'estat i diversos forts foren atacats, però sense transcendència. Els naikdes es va revoltar el 1868 amb la intenció d'establir un regne propi però foren dispersats i els seus caps foren capturats i penjats.
El 1881 la població eren 6.440 persones dels quals 4.216 eren hindús, 57 musulmans i 2.167 animistes. La població el 1901 consta amb 5.603 habitants. El país era salvatge, amb turons i jungles. L'aigua derivava de llacunes i fonts. Un quart del país no es podia cultivar per ser muntanyós
La capital era Jhotwar, però la població principal era Jambughora o Jambughoda, a 1 km al nord-oest de l'anterior.